# Javi Varas
Javier 'Javi' Varas Herrera (Sevilla, 10 september 1982) is een Spaans voetballer die als doelman speelt. Hij verruilde in juli 2015 Real Valladolid voor Las Palmas.

## Clubcarrière
Varas kwam op 23-jarige leeftijd bij Sevilla terecht. Hij werd door Sevilla uitgeleend aan San José en CD Alcalá om ervaring op te doen. Op 17 januari 2009 debuteerde hij voor Sevilla in de Primera División, tegen CD Numancia. Tijdens het seizoen 2012/13 werd hij uitgeleend aan Celta de Vigo. Gedurende het seizoen 2013/14 speelde hij alle wedstrijden in de Copa del Rey en de Europa League, terwijl Beto de competitiewedstrijden voor zijn rekening nam. Varas verruilde in augustus 2014 Sevilla voor Real Valladolid, dan actief in de Segunda División. Varas verruilde in juli 2015 Real Valladolid voor Las Palmas.